# 2010
|  | Per a altres significats, vegeu «2010 (pel·lícula)». |

L'any 2010 fou un any normal començat en divendres en el calendari gregorià.
- Any Internacional de la Biodiversitat per l'ONU.[1]
- L'Any del tigre, segons l'horòscop xinès.
- Any Internacional d'Acostament de les Cultures, segons l'ONU.[2]
- Any del 1.100 aniversari del Regne de Lleó

## Esdeveniments
Països Catalans
- 1 de gener: Badalona pren el relleu a Figueres (Alt Empordà) com a Capital de la Cultura Catalana durant aquest any.[3]
- 17 de gener: Inauguració de l'aeroport de Lleida-Alguaire.
- 21 de gener, Lleida: S'inaugura el palau de congressos i teatre municipal de La Llotja de Lleida, amb Il Trovatore, de Verdi.[4]
- 8 de febrer: David Barrufet, porter d'handbol del FC Barcelona, anuncia la seva retirada a final de temporada.
- 3 d'abril: Les emissions de televisió passen d'analògiques a digitals (TDT), fruit de l'apagada analògica.
- 11 de juny-11 de juliol: Celebració de la XIX edició de la Copa del Món de Futbol a Sud-àfrica amb la victòria de la Selecció Espanyola de Futbol.
- 24 de juliol: Sant Pol de Mar s'agermanà amb Andorra la Vella culminant l'acte en el marc de la festa major de Sant Pol quan fallaires andorrans iniciaren el correfoc de la vila.[5]
- 10 de juliol: Més d'un milió de persones es manifesten a Barcelona amb l'objectiu d'aconseguir més autonomia per Catalunya sota el lema "Som una nació. Nosaltres decidim".
- 28 de juliol: El Parlament de Catalunya vota una iniciativa legislativa popular a favor de l'abolició de les curses de braus al territori català (per 68 vots a favor de l'abolició, 55 en contra i 9 abstencions).[6]
- 3 d'agost: El Parlament de Catalunya aprova la Llei de règim jurídic i de procediment de les administracions públiques de Catalunya.
- 13 d'agost, estrena de la pel·lícula Camp Hope
- 13 de setembre: Tanca la distribuïdora de llibres L'Arc de Berà.
- 6 d'octubre, Girona: S'inaugura el nou edifici de la Facultat d'Educació i Psicologia, remodelació de l'antic Seminari Diocesà.[7]
- 13 d'octubre, Andorra: El govern d'Andorra aprova el Nomenclàtor d'Andorra que fixa la “forma oficial dels topònims del Principat d'Andorra”.[8]
- 7 de novembre, Barcelona: El papa Benet XVI consagra el Temple Expiatori de la Sagrada Família durant una pomposa i concorreguda cerimònia.
- 1 de novembre, Vilafranca del Penedès: Diada castellera de Tots Sants 2010.
- 16 de novembre, Mallorca: el Cant de la Sibil·la de Mallorca és declarat Patrimoni Cultural i Immaterial de la Humanitat pel Comitè Intergovernamental per la Salvaguarda de la UNESCO reunit a Nairobi (Kenya).[9]
- 19 de novembre, Palmaː És inaugurat el teatre i conjunt escènic de Mar i terra, rehabilitat per l'Ajuntament de la ciutat.[10]
- 28 de novembre: 
  - Surt el primer número del diari Ara.[11]
  - Jornada d'eleccions al Parlament de Catalunya.

Resta del món
- 12-28 de febrer: Celebració dels XXI Jocs Olímpics d'Hivern a Vancouver (Canadà).
- 6 d'abril, estat de Rio de Janeiro, Brasil: Un fort temporal de pluja deixa 28,8 cm d'aigua caiguda en 24 hores provocant inundacions i allaus de fang amb un saldo de més de dos-cents morts.[12]
- 10 d'abril: Accident del Tu-154 de la Força Aèria de Polònia hi mor bona part de la cúpula dirigent de Polònia, entre ells el president del país Lech Kaczyński.[13]
- 12 de gener: El Terratrèmol d'Haití provoca el col·lapse de la capital del país i centenars de milers de morts.
- 5 d'agost, Xile: Es produeix l'enfonsament a la Mina San José que deixa atrapats 33 miners a 700m sota terra, són rescatats en una mediàtica operació de rescat vuit setmanes més tard.
- 25 d'octubre, Sumatra: Un terratrèmol i un tsunami afecten la zona.
- 26 d'octubre, illa de Java, Indonèsia: El volcà Merapi entra en erupció, deixant després de dues fortes erupcions i un tsunami més de cinc-cents morts.
- 11 de desembre: Atemptats amb bomba a Estocolm

### Cinema i televisió
| M/d   | Direcció                |  | Títol                 | Gènere         |
| ----- | ----------------------- |  | --------------------- | -------------- |
| 09/24 | Óscar Aibar             |  | El gran Vázquez       | biogràfic      |
| 11/19 | Mariscal/Trueba         |  | Chico i Rita          | animació       |
| 01/23 | Rodrigo Cortés Giráldez |  | Enterrat              | suspens        |
| 08/21 | Keiichi Hara            |  | Colorful              | anime          |
| 09/06 | Tom Hooper              |  | El discurs del rei    | drama hist.    |
| 05/25 | Bavand Karim            |  | Nation of Exiles      | documental     |
| 09/13 | Larysa Kondracki        |  | La veritat oculta     | drama          |
| 07/08 | Christopher Nolan       |  | Origen                | ciència-ficció |
| 12/06 | David O. Russell        |  | The Fighter           | biogràfic      |
| 06/12 | Lee Unkrich             |  | Toy Story 3           | animació       |
| 10/15 | Agustí Villaronga       |  | Pa Negre              | drama hist.    |
| 09/15 | Zhang Yimou             |  | Amor sota l'arç blanc | drama          |

Categoria principal: Pel·lícules del 2010

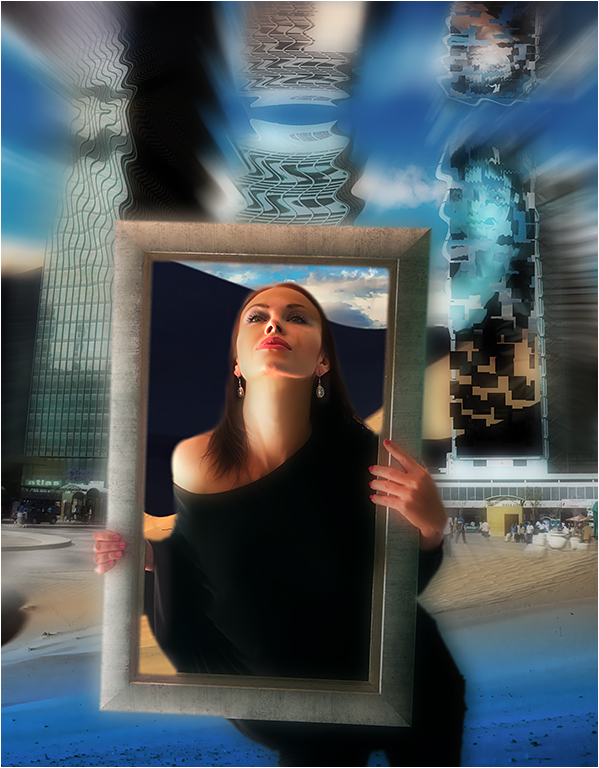
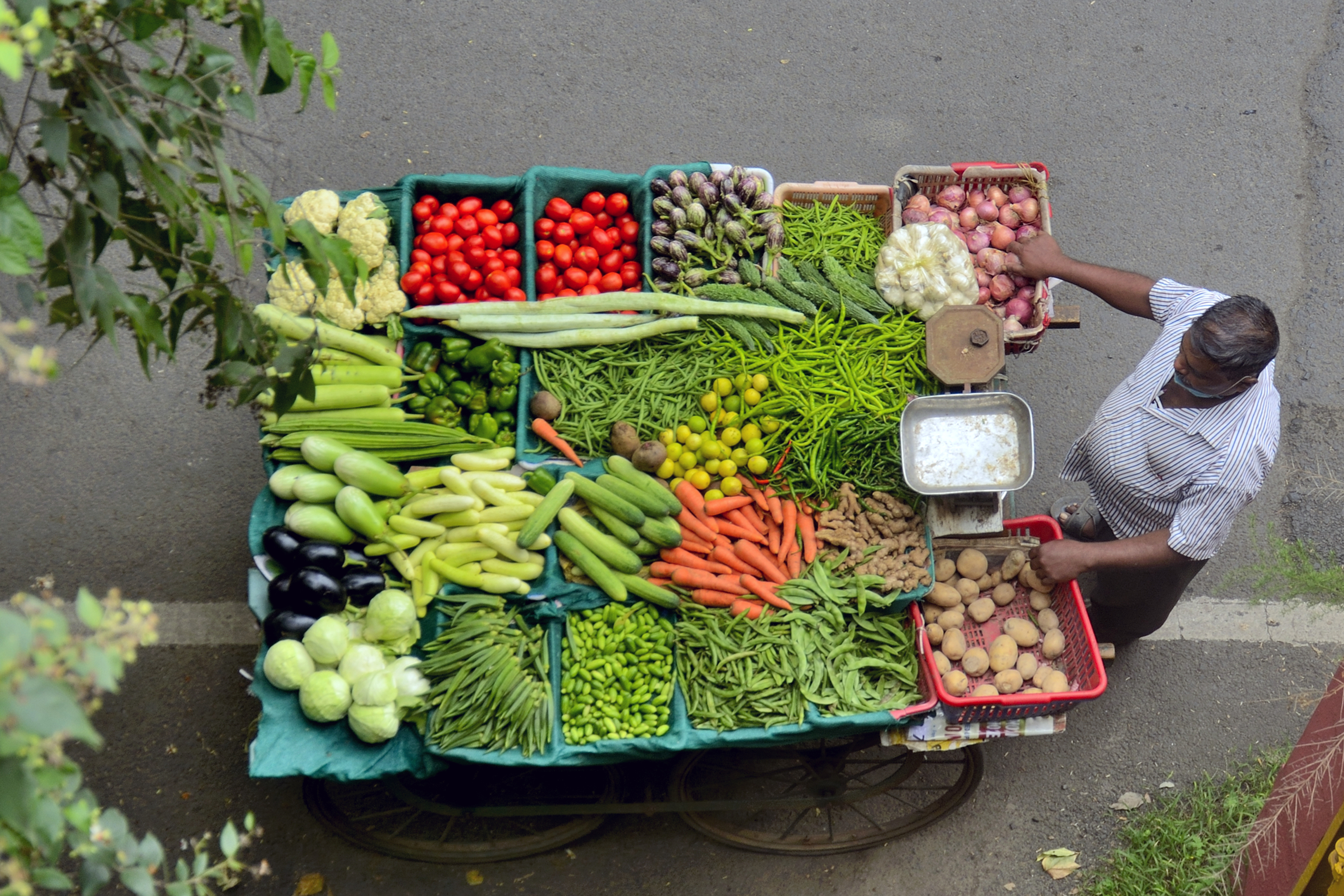

El 28 de juny s'emeté el primer capítol de la sèrie d'animació Bolts i Blip en Teletoon.
El 15 d'octubre s'estrenà als cinemes la pel·lícula Pa Negre, que més tard fou guanyadora de 13 Premis Gaudí i 9 Premis Goya i es convertí en la primera pel·lícula en català candidata als Oscars.

### Música i ràdio
- Es constitueix la formació musical The Julie Ruin i desaparegué el grup riberenc Inòpia.
- 4 de Copes presenta No puc parar,[15] Dijous Paella presenta Vol. 2,[16] Sanjosex presenta Al marge del camí[17] i Glòria Terricabras presenta Esperant-te.[18]

### Premis Nobel
| Camp                  | Guardonats                                                         |
| --------------------- | ------------------------------------------------------------------ |
| Física                | - Andre Geim - Konstantin Novoselov                                |
| Química               | - Richard Heck - Ei-ichi Negishi - Akira Suzuki                    |
| Medicina o Fisiologia | - Robert Edwards                                                   |
| Literatura            | - Mario Vargas Llosa                                               |
| Pau                   | - Liu Xiaobo                                                       |
| Economia              | - Peter A. Diamond - Dale T. Mortensen - Christopher A. Pissarides |

### Política eleccions
- 11 d'abril, Hongria: se celebra la primera volta de les eleccions parlamentàries, obtenint una aclaparadora victòria el partit de dreta Fidesz, la qual cosa permetrà al seu líder Viktor Orbán ser el proper Primer Ministre.[19]
- 20 de juny: Acord estratègic entre Eusko Alkartasuna i l'esquerra abertzale
- Després de les eleccions del 2010 desapareix el Fòrum d'Unitat Democràtica del Sudan.

## Naixements
Països Catalans
Resta del món

## Necrològiques
Països Catalans
- 4 de gener - Reus - Baix Camp: Pere Anguera i Nolla, historiador català.
- 13 de gener - Tiana: Encarnació Sanahuja i Yll, prehistoriadora i arqueòloga catalana.[20]
- 16 de gener - Barcelona: Carme Espona i Grau, soprano i pedagoga catalana (n. 1919).[21]
- 23 de gener - Palafrugell: Maria Lluïsa Borràs, doctora en Història de l'Art, escriptora, crítica i comissària d'exposicions (n. 1931).[22]
- 20 de febrer - Barcelona, Barcelonès: Ricard Palmerola, periodista de ràdio i actor de doblatge català.
- 21 de febrer - Barcelona, Barcelonès: Odette Pinto, periodista de ràdio catalana.
- 23 de març - Barcelona: Núria Folch i Pi, fou una editora catalana (n. 1916).[23]
- 31 de març - Canet de Rosselló: Arlette Franco, política nord-catalana (n. 1939).[24]
- 15 d'abril - Barcelona: Bet Figueras, una arquitecta especialitzada en paisatgisme (n. 1957).[25]
- 21 d'abril - Barcelona, Barcelonès: Joan Antoni Samaranch i Torelló, gestor i polític català.
- 30 d'abril - Barcelona, Barcelonès: Jordi Estadella i Gràcia, periodista, gastrònom i actor de doblatge català.
- 6 de maig - Barcelona: Pilar Espuña i Domènech, activista feminista i militant obrera cristiana (81 anys).[26]
- 7 de maig, Ontinyent: Empar Granell, mestra valenciana, activista de l'ensenyament laic i en valencià/català (n. 1945).[27]
- 13 de maig - València, l'l'Horta: Rafael Sanus Abad, teòleg catòlic valencià, bisbe de València (n. 1931).[28]
- 15 de maig - Barcelona, Barcelonès: Maria Rosa Virós i Galtier, advocada, primera rectora d'universitat a Catalunya, Creu de Sant Jordi (n. 1935).[29]
- 7 de juny - Xàbia, Marina Alta: Josep Albi, poeta, novel·lista i traductor valencià.
- 8 de juny - Montadin: Sara Berenguer Lahosa, militant anarcosindicalista i feminista llibertària catalana, activa en el moviment de les Mujeres Libres (m. 2010).
- 21 de juny - Barcelona, Barcelonès: Jordi Bruguera i Talleda, lingüista i filòleg català.
- 5 de juliol - Sueca, País Valencià: Virtudes Cuevas, supervivent del camp d'extermini nazi de Ravensbrück (n. 1913).[30]
- 6 de juliol - Alacant, Alacantí: José Rico Pérez, empresari valencià, president de l'Hèrcules CF.
- 17 de juliol - Mataró: Teresa Borràs i Fornell, compositora, concertista de piano i professora (n. 1923).[31]
- 25 de juliol - La Garriga, Vallès Oriental: Josep Segú i Soriano, ciclista català.
- 28 de juliol - Barcelona, Barcelonès: Maria Canals i Cendrós, pianista catalana.
- 31 de juliol - Roma: Suso Cecchi d'Amico, guionista italiana de cinema (n. 1914).[32]
- 9 d'agost - València, l'Horta: José María López Piñero, historiador valencià.
- 17 d'agost - València, l'Horta: Francesc Santacatalina Alonso, polític i sindicalista anarquista valencià.
- 22 d'agost - Tavertet, Osona: Raimon Panikkar i Alemany, filòsof i teòleg català.
- 7 de setembre:
  - Barcelona, Barcelonès: Joaquín Soler Serrano, periodista de ràdio espanyol.
  - Barcelona, Barcelonès: Wilebaldo Solano, polític espanyol, dirigent del POUM.
- 28 de setembre - Barcelona, Barcelonès: Jaume Vallcorba i Rocosa, enginyer i lingüista català.
- 29 de setembre - Barcelona, Barcelonès: Eduard Manchón i Molina, futbolista català.
- 30 de setembre - Barcelona, Barcelonès: Joan Triadú i Font, escriptor, pedagog i activista cultural català.[33]
- 10 d'octubre - Barcelona, Barcelonès: Adán Martín, enginyer industrial i polític espanyol, 7è President de les Canàries.
- 22 d'octubre - València, l'Horta: Arturo Tuzón Gil, empresari valencià, president del València CF.
- 26 d'octubre - Barcelona, Barcelonès: Llàtzer Escarceller i Sabaté, actor de teatre, cinema i televisió català.
- 27 d'octubre - Barcelona, Barcelonès: Joan Solà i Cortassa, lingüista i filòleg català.
- 31 d'octubre - Palma: Isabel Cerdà Soler, cantant i activista cultural mallorquina (n. 1945).[34]
- 5 de novembre - Palma: Catalina Valls Aguiló de Son Servera, actriu i escriptora mallorquina (n. 1920).[35]
- 24 de novembre - Olot, Garrotxa: Joan Grau i Verdaguer, locutor de ràdio català.
- 25 de desembre - Madridː Pepita Cervera, pianista, compositora, musicòloga i pedagoga lleidatana.[36]

Resta del món
- 1 de gener, Vermont, EUA: Freya von Moltke, activista alemanya membre del grup antinazi Cercle de Kreisau (n. 1911).[37]
- 11 de gener, 
  - París, França: Éric Rohmer, director de cinema francès.
  - Hoorn: Miep Gies, resistent que amagà Anne Frank i en conservà El diari (n. 1909).[38]
- 15 de gener, Ciutat de Nova York, EUA: Marshall Warren Nirenberg, bioquímic i genetista estatunidenc.
- 22 de gener, S. Monica, Califòrnia: Jean Simmons, actriu anglesa, nominada a l'Oscar.[39]
- 25 de gener, Bagdad, Iraq: Ali Hassan al-Majid ("Alí el Químic"), general iraquià.
- 27 de gener, Cornish, EUA: Jerome David Salinger, escriptor estatunidenc.
- 27 de gener, Santa Monica, EUA: Howard Zinn, historiador estatunidenc.
- 11 de febrer, Londres, Anglaterra: Alexander McQueen, dissenyador de moda anglès.
- 4 de març, Moscou, Rússia: Vladislav Àrdzinba, polític abkhaz, 1r President d'Abkhàzia.
- 12 de març, Valladolid, Espanya: Miguel Delibes, escriptor i periodista espanyol.
- 16 de març, París, França: José Vidal-Beneyto, filòsof, sociòleg i politòleg valencià.
- 20 de març, Kathmandu, Nepal: Girija Prasad Koirala, polític nepalès, Primer Ministre del Nepal.
- 21 de març, Londres, Anglaterra: James Whyte Black, farmacòleg i professor universitari escocès.
- 23 de març, San Francisco, EUA: Blanche Thebom, mezzosoprano estatunidenca d'origen suec (n. 1915).[40]
- 25 de març, Allensbach, Alemanya: Elisabeth Noelle-Neumann, politòloga alemanya (n.1916).[41]
- 27 de març, Moscou, Rússia: Vassili Smislov, escaquista rus.
- 10 d'abril:
  - Smolensk, Rússia: Lech Kaczyński, polític polonès, 19è President de Polònia.
  - Smolensk: Anna Walentynowicz, activista i sindicalista polonesa vinculada a la creació del Solidarność (n. 1929).[42]
- 25 d'abril:
  - Londres, Anglaterra: Alan Sillitoe, escriptor anglès.
  - Villejuif, França: Baya Gacemi, periodista i escriptora algeriana.[43]
- 5 de maig, Roma, Itàlia: Giulietta Simionato, mezzosoprano italiana.
- 9 de maig:
  - Nova York, Estats Units d'Amèrica|: Lena Horne, cantant estatunidenca de jazz, de cançó popular i actriu de pel·lícules musicals (n. 1917).[44]
  - Tientsin, Xina: Sun Li, escriptor xinès (n. 1949).[45]
- 17 de maig, Saint-Denis, França: Yvonne Loriod, pianista francesa (n. 1924).[46]
- 22 de maig, Norman, EUA: Martin Gardner, matemàtic estatunidenc.
- 24 de maig, Münsterlingen, Turgòvia, Suïssa: Anneliese Rothenberger, soprano alemanya (n. 1924?).[47]
- 29 de maig, Los Angeles, EUA: Dennis Hopper, actor i director de cinema estatunidenc.
- 30 de maig, Madrid, Espanya: Josep Manuel Casas i Torres, geògraf valencià.
- 31 de maig, Nova York, EUA: Louise Bourgeois, artista francesa instal·lada a Nova York (n. 1911).[48]
- 3 de juny, París: Vladímir Arnold, matemàtic (n. 1937).[49]
- 9 de juny, Moscou, Rússia: Marina Semjonova, ballarina soviètica (n. 1908).[50]
- 16 de juny, Toronto, Canadà: Maureen Forrester, contralt canadenca (n. 1930).[51]
- 18 de juny, Lanzarote, Espanya: José Saramago, escriptor portuguès, premi Nobel de literatura.[52]
- 19 de juny, Charlottesville, EUA: Manute Bol, jugador de bàsquet sudanès.
- 24 de juny, Needham, EUA: Elise M. Boulding, sociòloga estatunidenca (n. 1920).[53]
- 2 de juliol, Londres, Anglaterra: Beryl Bainbridge, novel·lista i actriu de teatre anglesa (n. 1932).[54]
- 12 de juliol, Miami, EUA: Olga Guillot, cantant cubana (n. 1922).[55]
- 14 de juliol, Londres, Anglaterra: Charles MacKerras, director d'orquestra australià.
- 19 de juliol, Dourdan: Cécile Aubry, escriptora, guionista, directora, actriu francesa (n. 1928).[56]
- 8 d'agost, Edgartown, EUA: Patricia Neal, actriu estatunidenca de teatre i cinema, Oscar a la millor actriu (n. 1926).[57]
- 13 d'agost, San Antonio, EUA: Lance Cade, lluitador professional estatunidenc.
- 14 d'agost, Ciutat de Nova York, EUA: Abbey Lincoln, actriu, cantant i compositora de jazz estatunidenca (n. 1930).[58]
- 17 d'agost, Roma, Itàlia: Francesco Cossiga, polític sard, President d'Itàlia.
- 21 d'agost, Berlín, Alemanya: Christoph Schlingensief, director de cinema, teatre i òpera alemany.
- 21 d'agost, Courmayeur, Itàlia: Chloé Graftiaux, escaladora belga.
- 22 d'agost, Belgrad, Sèrbia: Stjepan Bobek, jugador i entrenador de futbol iugoslau.
- 22 d'agost, Annemasse, França: Michel Montignac, dietista francès.
- 24 d'agost, Tòquio, Japó: Satoshi Kon, director de cinema japonès.
- 30 d'agost, La Plata, Argentina: Francisco Antonio Varallo, futbolista argentí.
- 31 d'agost,
  - París, França: Laurent Fignon, ciclista francès (n. 1960).[59]
  - Canterbury (Anglaterra): George Porter, químic anglès, premi Nobel de Química de 1967 (n. 1920).
- 5 de setembre, Riccione, Itàlia: Shoya Tomizawa, motociclista japonès.
- 9 de setembre, Buenos Aires, Argentina: Bent Larsen, escaquista danès, Gran Mestre d'escacs (n. 1935).[60]
- 12 de setembre, París, França: Claude Chabrol, director de cinema francès.
- 16 de setembre - Ciutat de Mèxic: Nuria Parés, poeta, assagista i traductora espanyola exiliada i establerta a Mèxic.[61]
- 19 de setembre, Saragossa, Espanya: José Antonio Labordeta, escriptor, cantautor i polític espanyol.
- 22 de setembre, La Macarena (Meta), Colòmbia: Mono Jojoy, guerriller colombià, militant de les FARC.
- 26 de setembre, Los Angeles, EUA: Gloria Stuart, actriu de cinema estatunidenca.
- 28 de setembre, Ciutat de Nova York, EUA: Arthur Penn, director de cinema estatunidenc.
- 29 de setembre:
  - Ciutat de Nova York, EUA: Tony Curtis, actor de cinema estatunidenc.
  - París, França: Georges Charpak, físic francès d'origen polonès, premi Nobel de Física de 1992 (n. 1924).[62]
- 1 d'octubre, Madrid, Espanya: José Ángel Ezcurra, periodista i editor valencià.
- 3 d'octubre, Oxford, Anglaterra: Philippa Foot, filòsofa anglesa (n. 1920).[63]
- 5 d'octubre, Chambéry, França: Bernard Clavel, assagista i escriptor francès, premi Goncourt de 1968 (n. 1923).
- 6 d'octubre, Saint-Rémy-lès-Chevreuse, França: Colette Renard, actriu i cantant francesa (n. 1924).[64]
- 9 d'octubre, Saint-Cloud, França: Maurice Allais, economista, físic i professor francès.
- 10 d'octubre, Schipol, Països Baixos: Solomon Burke, músic estatunidenc.
- 10 d'octubre, Ginebra, Suïssa: Joan Sutherland, soprano australiana (n. 1926).[65]
- 12 d'octubre, Madrid, Espanya: Manuel Alejandre Abarca, actor espanyol.
- 14 d'octubre, Cambridge (Massachusetts), EUA: Benoît Mandelbrot, matemàtic polonès.
- 20 d'octubre, Newcastle upon Tyne, Anglaterra: Eva Ibbotson, escriptora britànica.
- 23 d'octubre, Mapps, Barbados: David Thompson, 6è Primer Ministre de Barbados.
- 24 d'octubre, Montpeller, Occitània: Georges Frêche, polític francès.
- 25 d'octubre, Londres, Anglaterra: Gregory Isaacs, cantant de reggae jamaicà.
- 26 d'octubre, Oberhausen, Alemanya: pop Paul, pop oracle.
- 27 d'octubre, El Calafate, Argentina: Néstor Kirchner, polític argentí, President de l'Argentina.
- 28 d'octubre, Nuuk, Groenlàndia: Jonathan Motzfeldt, polític groenlandès, 1r Primer Ministre de Groenlàndia.
- 29 d'octubre, Madrid, Espanya: Marcelino Camacho, sindicalista espanyol, militant de CCOO.
- 30 d'octubre, Amsterdam, Països Baixos: Harry Mulisch, escriptor neerlandès.
- 3 de novembre, Moscou, Rússia: Víktor Txernomirdin, polític i empresari rus, Primer Ministre de Rússia.
- 5 de novembre:
  - Ann Arbor, EUA: Shirley Verrett, mezzosoprano i soprano afroamericana estatunidenca (n. 1931).[66]
  - Londres, Anglaterra: Rozsika Parker, psicoterapeuta, historiadora de l'art i escriptora anglesa (n. 1945).
- 8 de novembre, Buenos Aires, Argentina: Emilio Massera, militar argentí, membre de la Junta Militar governant dels 1970.
- 13 de novembre, Pozuelo de Alarcón, Espanya: Luis García Berlanga, director de cinema valencià.
- 17 de novembre, Tòquio, Japó: Isabelle Caro, model i actriu francesa.
- 27 de novembre, Los Angeles, EUA: Irvin Kershner, director de cinema estatunidenc.
- 28 de novembre, Fort Lauderdale, EUA: Leslie Nielsen, actor canadenc.
- 29 de novembre, Peredelkino, Moscou, Rússia: Bel·la Akhmadúlina, poeta russa (n. 1937).[67]
- 4 de desembre, Sant Sebastià, País Basc: Xabier Lete, escriptor i cantant en èuscar basc.
- 13 de desembre:
  - Madrid, Espanya: Enrique Morente, cantautor de flamenc espanyol.
  - Washington DC, EUA: Richard Holbrooke, diplomàtic, empresari i escriptor en anglès estatunidenc.
- 15 de desembre, Santa Monica, EUA: Blake Edwards, director de cinema, guionista i productor estatunidenc.
- 18 de desembre, Chartres: Jacqueline de Romilly, hel·lenista, escriptora i professora francesa i grega (n. 1913).[68]
- 25 de desembre, Miami, EUA: Carlos Andrés Pérez polític veneçolà, 55è i 58è President de Veneçuela.

## 2010 en la ficció especulativa
La pel·lícula 2010 (1984), continuació de 2001: una odissea de l'espai, està ambientada l'any del títol, com també Banlieue 13 (2004).